# Kim Sindermann
Kim Lea Sindermann (* 1. Januar 2001 in Bochum) ist eine deutsche Fußballspielerin. Sie ist als Torhüterin der SGS Essen in der Bundesliga tätig.

## Karriere
Sindermann begann in ihrer Geburtsstadt im Stadtteil Weitmar beim SC Weitmar 45 mit dem Fußballspielen, bevor sie im weiteren Verlauf in die Jugendabteilung der  SGS Essen gelangte. Saison übergreifend spielte sie von 2016 bis 2017 in der Staffel West/Südwest der B-Juniorinnen-Bundesliga und wurde in insgesamt neun Punktspielen eingesetzt.
Zur Saison 2017/18 rückte sie im Alter von 16 Jahren in die erste Mannschaft auf. Ihr Pflichtspieldebüt gab sie am 4. Februar 2018 (11. Spieltag; nachgeholt) bei der 0:3-Niederlage im Heimspiel gegen den SC Freiburg; drei weitere Saisonspiele folgten. In der Folgesaison bestritt sie bereits 14 von 22 Punktspielen und kam auch erstmals im Wettbewerb um den DFB-Pokal zum Einsatz.

## Erfolge
- DFB-Pokal-Finalist 2020 (ohne Finaleinsatz)